# Herminia tristis
Herminia tristis är en fjärilsart som beskrevs av Fabricius 1794. Herminia tristis ingår i släktet Herminia och familjen nattflyn. Inga underarter finns listade i Catalogue of Life.